# Audrey Van Zyl
Audrey Van Zyl is een voormalig Zuid-Afrikaans en Belgisch politica voor de NNP en de Open Vld.

## Levensloop
Van Zyl, geboren in een "kleurlinge" familie die door de Wet op bevolkingsregistratie haar huis moest verlaten om naar een "niet-Blanke" wijk te gaan wonen, ging in de jaren 60 in ballingschap en verbleef 33 jaar in Europa, eerst in Londen, dan gedurende 22 jaar (1976 tot 1998) in België. Ze studeerde geneeskunde aan de VUB.
Na haar terugkeer naar Zuid-Afrika werd ze in 1999 verkozen in het provinciaal parlement van de provincie West-Kaap, alwaar ze van 18 juni 2001 tot 29 november 2001 minister van Constitutionele Zaken en Technologie voor de 'Nuwe Nasionale Party' (NNP) was. In 2002 was ze mede-verantwoordelijk voor de val van de West-Kaapse premier Peter Marais, tegen wie ze een aanklacht voor aanranding had ingediend.
In 2007 werd ze verkozen tot provincieraadslid in de provincie Vlaams-Brabant. Tevens was ze een tijdlang OCMW-raadslid te Dilbeek.
Ze is sinds 2002 gehuwd met Jef Valkeniers, die eveneens politiek actief was.